# Heinz Hübner (Rechtswissenschaftler)
Heinz Hübner  (* 7. November 1914 in Wohlau, Provinz Schlesien; † 28. Februar 2006 in Hürth) war ein deutscher Rechtswissenschaftler. Er war der erste gewählte deutsche Rektor der Universität des Saarlandes.

## Leben
Hübner studierte Rechtswissenschaften an der Universität Breslau und nach Wehr- und Kriegsdienst an der Friedrich-Alexander-Universität Erlangen. 1948 wurde er mit der Arbeit Der Praefectus Aegypti von Diokletian bis zum Ende der römischen Herrschaft promoviert. Er habilitierte sich 1954 mit dem Thema Der Rechtsverlust im Mobiliarsachenrecht.
Heinz Hübner lehrte von 1955 bis 1960 Bürgerliches Recht und Römisches Recht an der saarländischen Universität in Saarbrücken.
Von 1956 bis 1958 war Hübner der erste gewählte deutsche Rektor der Universität des Saarlandes nach dem Gründungsrektor Jean Barriol (1948–1950) aus dem französischen Nancy und dem aus Savoyen stammenden Germanisten Joseph-François Angelloz (1950–1956).
Unter Hübners Amtszeit erfolgte der Übergang vom französischen zum deutschen Universitätssystem und damit verbunden eine weitreichende Restrukturierung der Universität. Er engagierte sich auch in der Verknüpfung der Universität mit den föderalen Strukturen der Bundesrepublik und schaffte die Überführung in eine Landesuniversität. Dazu entwickelte Hübner ein neues Universitätsgesetz, das für die Universität als erste deutsche Hochschule eine studentische Mitbestimmung vorsah.
1960 wechselte Hübner an die Universität zu Köln als Ordinarius für Bürgerliches Recht, Handelsrecht und Römisches Recht. Auf seine Initiative hin wurde 1961 das Institut für Neuere Privatrechtsgeschichte gegründet, dessen Direktor er wurde. Von 1963 bis 1965 war er Mitdirektor des Instituts für Römisches Recht. Gemeinsam mit Klaus Stern, Hans Brack und Dietrich Oehler gehörte er darüber hinaus zu den Gründungsdirektoren des Instituts für Rundfunkrecht.
In den Jahren 1963/64 war Hübner Dekan der Rechtswissenschaftlichen Fakultät. In hochschulpolitisch schwieriger Zeit übte er zwischen 1968 und 1970 das Amt des Rektors der Universität zu Köln aus. Emeritiert wurde er 1983. In seinem Rektorat bemühte er sich, den Dialog mit den rebellierenden Studierenden nicht abreißen zu lassen. So verliefen die „68er“ in Köln gewiss weniger konfliktvoll als anderswo. Allerdings kam eine vorgesehene Kooperation mit der Selbstverwaltung und den Studierenden des Studentendorfes Efferen, neben dem er wohnte, nicht zustande.
Hauptforschungsgebiet von Heinz Hübner war die Dogmatik des Privatrechts, die er insbesondere von ihrer historischen Entwicklung vom Römischen Recht bis zur Neuzeit interpretiert hat.
Er starb am 28. Februar 2006 im Alter von 91 Jahren in Köln. Er wurde auf dem Friedhof seines Wohnortes Efferen in der Stadt Hürth, in der er vier Jahrzehnte gelebt hatte, beerdigt.

## Auszeichnungen
- 1978 Berufung in die Nordrhein-Westfälische Akademie der Wissenschaften
- 1997 Universitätsmedaille der Universität zu Köln